# 西新巴西蘭迪亞
11°43′11″S 62°18′57″W / 11.71972°S 62.31583°W
西新巴西蘭迪亞（葡萄牙語：Nova Brasilândia d'Oeste），是巴西的城鎮，位於該國西北部，由朗多尼亞州負責管轄，始建於1987年6月19日，面積1,155平方公里，海拔高度320米，2010年人口19,874，人口密度每平方公里17.2人。